# Siglufjörður
Siglufjörður är en liten stad på norra Island som växte upp under början av 1900-talet som ett centrum för fisket. Staden har 1 176 invånare (2022) samt flera fiskeindustrier såsom fryserier, fiskkonserver och silloljefabriker. Staden ligger i kommunen Fjallabyggð.
Siglufjörður fick stadsrättigheter år 1918.

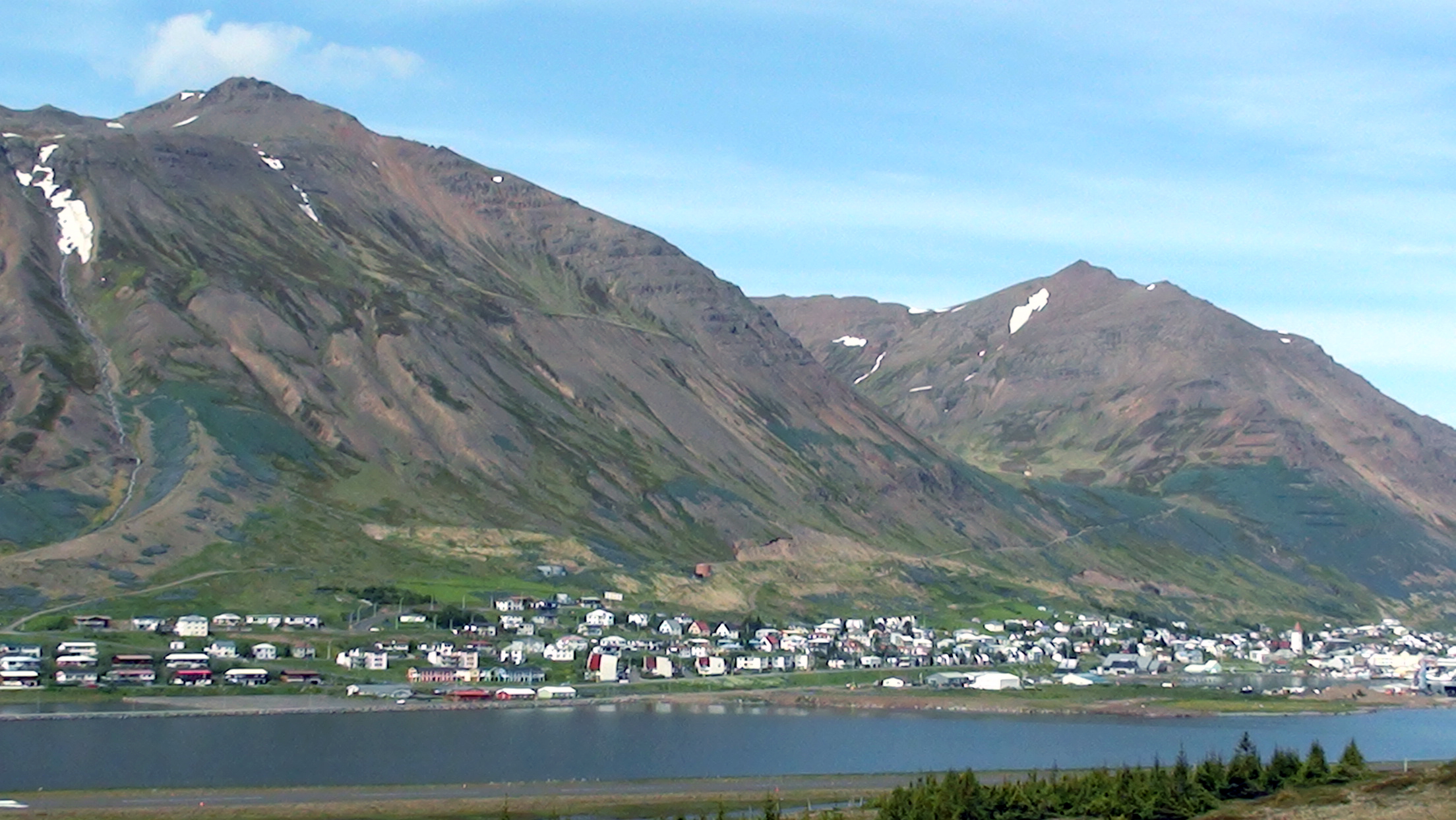
Siglufjörður
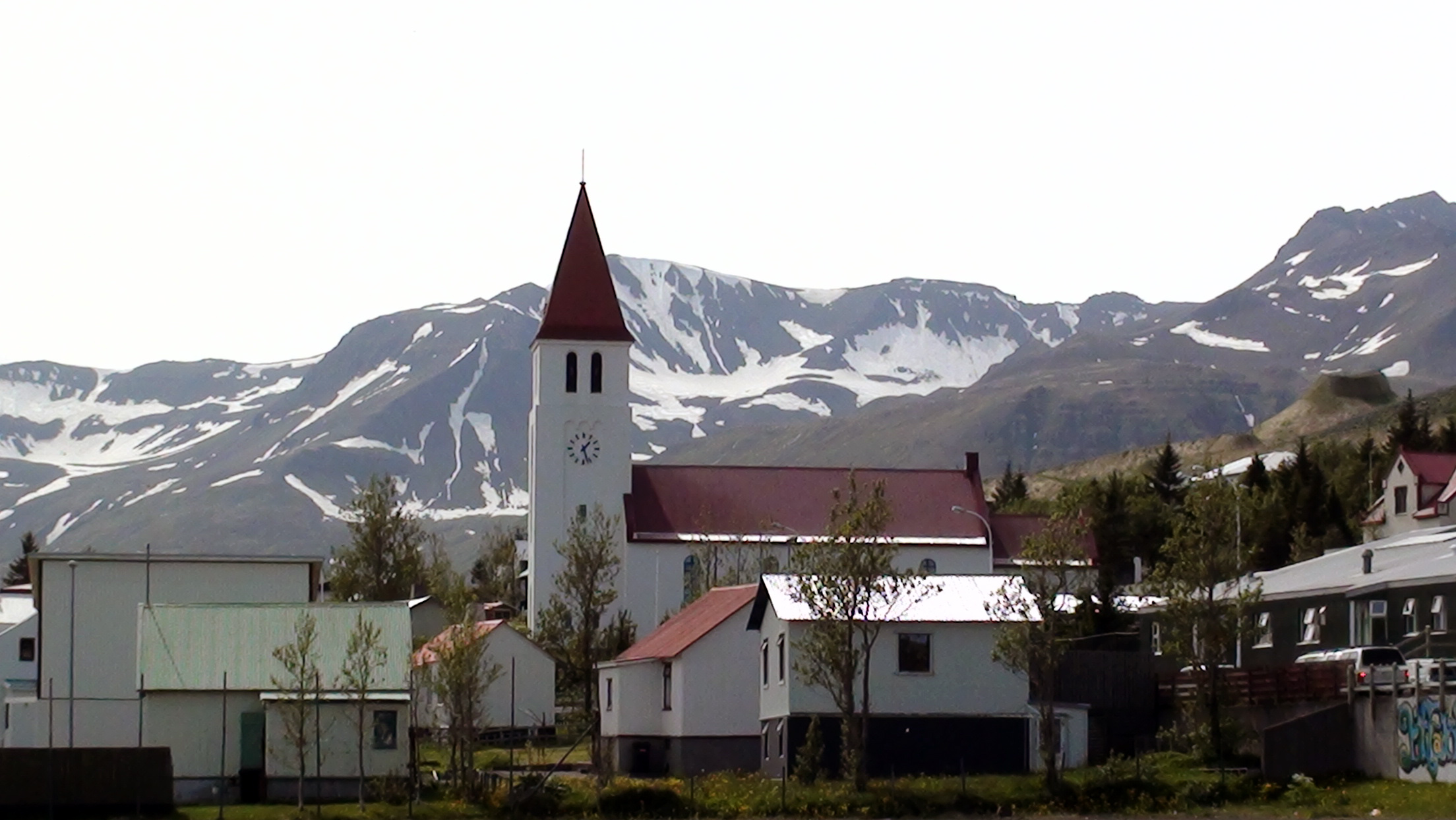
Kyrkan i Siglufjörður